# Kitnowo (województwo kujawsko-pomorskie)
Kitnowo – wieś w Polsce położona w województwie kujawsko-pomorskim, w powiecie grudziądzkim, w gminie Gruta.

## Podział administracyjny
W latach 1975–1998 miejscowość administracyjnie należała do województwa toruńskiego.

## Demografia
Według Narodowego Spisu Powszechnego (III 2011 r.) wieś liczyła 213 mieszkańców. Jest, wespół ze wsią Gołębiewko (213 mieszkańców), trzynastą co do wielkości miejscowością gminy Gruta.

## Zabytki
Według rejestru zabytków NID na listę zabytków wpisany jest park dworski z 2 poł. XVIII w. i XIX/XX w., nr rej.: A/691 z 8.07.1997.